# بلکوال، نیو ساوت ولز
بلکوال (به انگلیسی: Blackwall) یک حومه شهر در استرالیا است که در نیو ساوت ولز واقع شده‌است.